# Effetto notte (film)
Effetto notte (La nuit américaine) è un film francese del 1973, diretto da François Truffaut.
Tredicesima regia del geniale autore, Effetto notte è considerata una delle opere meta-cinematografiche più riuscite di sempre, nonché un capolavoro della cinematografia mondiale.
La rivista Time nel 2005 l'ha inserito nella lista dei 100 migliori film di tutti i tempi.

## Il titolo
Il titolo si riferisce alla tecnica di ripresa che veniva usata per far sembrare serali o notturne delle scene esterne girate di giorno: l'effetto notte appunto, ottenuto soprattutto con la sottoesposizione della pellicola, ed eventualmente con il soggetto controluce e l'applicazione di filtri polarizzatori e colorati davanti all'obiettivo (rosso e verde per i negativi in bianco e nero, invece blu per quelli a colori).
L'espressione gergale francese “notte americana”, titolo originale del film, è dovuta al fatto che si cominciò a usare questo metodo in particolare nei western – mentre a Hollywood il metodo è chiamato Day for night («il giorno per la notte»), che infatti è anche il titolo dato al film nei Paesi di lingua inglese. In una scena del film Julie non comprende l'espressione Nuit américaine che Ferrand usa parlando dell'incidente d'auto da girare il giorno successivo finché, spiegata la situazione da ricreare, lei dice di aver capito e che si chiama Day for night in inglese.

## Trama
A Nizza si sta girando il film Vi presento Pamela, coproduzione internazionale in cui la protagonista lascia il novello sposo per scappare con il suocero. Regista di questo melodramma è Ferrand, quarantenne francese sordo dall'orecchio sinistro, per cui porta un vistoso apparecchio acustico. Attorno a lui, oltre agli attori e al produttore Bertrand, le maestranze senza le quali il cinema non esisterebbe: l'assistente alla regia Jean-Francois, la segretaria d'edizione Joëlle, il direttore della fotografia Walter, la truccatrice Odile, l'attrezzista e trovarobe Bernard, la controfigura, il microfonista, poi sarte, macchinisti, tecnici audio, assicuratori e altri ancora.
La lavorazione procede fra non pochi contrattempi: difficoltà finanziarie, questioni tecniche e problemi relazionali, con storie che nascono e muoiono fra componenti della troupe, nell'albergo dove alloggia il gruppo e negli studi "La Victorine" dov'è allestito il set. Ferrand deve così destreggiarsi fra piccoli e grandi drammi: la salute psichica della bellissima primattrice, Julie Baker, inglese che lavora e vive a Hollywood, arrivata a Nizza con l'attempato medico che l'ha appena curata da un esaurimento nervoso e che si rivela essere il suo comprensivo marito; l'instabilità umorale e sentimentale del protagonista, Alphonse, che aveva portato la fidanzata Liliane sul set come stagista ma lei ora gli preferisce il cascatore britannico; le amnesie della matura attrice italiana Séverine (Valentina Cortese), che ritrova nel cast l'antico amore Alexandre; la gravidanza nascosta di un'altra interprete, Stacey, che complicherà il montaggio di scene girate a settimane di distanza; perfino l'improvvisa morte di Alexandre, prima dell'ultimo ciak, che imporrà di modificare la trama.
Ma alla fine, quasi miracolosamente, il film viene completato, e attori e tecnici si lasciano, con un po' di malinconia: ognuno per la propria strada, qualcuno dandosi appuntamento al prossimo set in cui sa già di ritrovarsi.

## Produzione

### Cast
Truffaut tiene per sé il ruolo del regista Ferrand, e rinnova la collaborazione con il suo “attore feticcio” Jean-Pierre Léaud, che aveva scoperto e lanciato quindici anni prima: questa era la loro sesta pellicola insieme (ne condivideranno ancora una prima della prematura morte di Truffaut).
Quanto alla Bisset, il regista pensava a lei fin da quando iniziò la sceneggiatura, scrivendole quindi il personaggio addosso, nonostante fosse all'epoca un'attrice assai costosa ("450 milioni a film, più della Loren e di Annie Girardot" scrisse il Corriere della sera in un'intervista a Truffaut quando Effetto notte uscì in Italia).
Molto felice poi la scelta dei due attori per la parte dei genitori di Alphonse: la Cortese, diva che all'epoca vantava già una carriera trentennale e una settantina di film, non solo con i migliori registi italiani ma anche con autori statunitensi, francesi e di altri Paesi; e Aumont, che come lei era davvero un divo, avendo lavorato e vissuto anche a Hollywood.
Fra gli esordienti invece, molto azzeccata la Baye per la segretaria di edizione efficiente e pragmatica: la sua interpretazione infatti è stata molto apprezzata e Billy Wilder chiese al regista se lei fosse la sua vera segretaria, visto che alcuni membri della troupe di Vi presento Pamela non erano attori ma effettivamente dei collaboratori di Truffaut.

### Riprese
Le riprese del film si svolsero dal 25 settembre al 15 novembre 1972 e si svolsero a Nizza, negli Studios de la Victorine, e dintorni. Le scenografie usate erano state realizzate per il film La pazza di Chaillot, girato negli studi della Victorine tre anni prima.

## Promozione
Sui manifesti in lingua inglese, il tagline dei distributori del film era un gioco di parole: «A movie for people who love movies!» («Un film per gente che ama il cinema!»).
Curioso anche il prossimamente italiano: iniziava infatti con le scritte «Per la prima volta al cinema... / il cinema» e «Per la prima volta in un film... / quelli che fanno un film...».

## Distribuzione
I film venne presentato fuori concorso in anteprima mondiale al Festival di Cannes del 1973, dove venne proiettato il 14 maggio.
Successivamente il film arrivò in Italia nel settembre 1973.

## Accoglienza
Il film, «atto d'amore per il cinema in quanto tale e riproposizione dl mito di Hollywood», «(...) sarà anche il motivo della rottura con Jean Luc Godard che lo attacca» e con altri esponenti della Nouvelle Vague di cui Truffat fu protagonista, «perché, parole di Truffaut, "secondo lui dopo il maggio del '68 non si può più fare lo stesso cinema e ce l'ha con coloro che continuano».

### Critica
Giovanni Grazzini, sul Corriere della sera, già commentandolo da Cannes in maggio si era espresso in termini entusiastici, ripresi poi nella recensione al momento dell'uscita italiana:
"L'opera è un delizioso omaggio alla magia del cinema. [...] Senza scivolare nel pirandellismo e strizzando appena l'occhio a Fellini, Truffaut ha firmato un film di grandissimo brio, dove una galleria di attori eccellenti (fra gli altri la splendida Jacqueline Bisset, una strepitosa Valentina Cortese e l'immancabile Jean-Pierre Leaud) si muove nel gusto di un humor che conferma la natura amabilmente avventurosa del mestiere di cineasta. [...] Tanta freschezza e così contagioso entusiasmo, uniti a un'ombra di autoironia, gli danno applausi e incanto."
Nella monografia su Truffaut della collana Il Castoro Cinema, si legge che il film "trabocca dell'amore per il cinema. Ogni sua inquadratura è un atto d'amore, oltre che una questione di morale; un omaggio deferente e appassionato, una dichiarazione di riconoscenza e di affetto, ma al tempo stesso un canto funebre in memoria di Hollywood [...] coscienza metalinguistica di un trapasso irreversibile."
Secondo Tullio Kezich il titolo originale La nuit américaine è usato dal regista anche come "una metafora del cinema, che per la sua e nostra generazione è stato davvero una “notte americana”. [...] Carnet di note di un acuto professionista, sintesi di ciò che l'autore può raccontare del cinema e di sé stesso, Effetto notte è un film delizioso, che scorre facile e quasi sempre lieto sfiorando i temi più allarmanti. […] Ogni particolare ha il sapore dell'esperienza vissuta e gli attori, più che recitare, giocano a essere veri. Ma Valentina Cortese […] batte tutti per la sua incantevole ironia."
Per Morando Morandini il film, "traboccante di amore per il cinema – che nell'autore coincide con l'amore per la vita – è una sintesi felice dei temi dei modi che attraversano i suoi 12 film precedenti. Pur costruito su incastri e incroci, ricco di citazioni, autocitazioni, allusioni, è un film che viaggia come un treno nella notte" - metafora usata da Ferrand quando spiega ad Alphonse la differenza fra cinema e vita vera.
Anche Paolo Mereghetti ritiene che i numerosi "rimandi non appesantiscono il film, anzi aiutano a trasmettere allo spettatore il senso più vero del cinema, la sua forza, la sua vitalità […] e a fargli condividere un po' dell'amore che Truffaut ha per il suo lavoro."
Così invece Leonard Maltin, che nella sua Guida ai film gli dà 3,5 stellette su un massimo di 4: "Pellicola leggera e piacevole […] Ottima la recitazione, mentre lo sguardo si perde volentieri fra i virtuosismi registici."
Nel 2005 la rivista Time inserito Effetto notte nella sua lista dei 100 migliori film di tutti i tempi.

## Riconoscimenti
- 1974 - Premio Oscar
  - Miglior film straniero (Francia)
- 1975 - Premio Oscar
  - Candidatura Migliore regia a François Truffaut
  - Candidatura Miglior attrice non protagonista a Valentina Cortese
  - Candidatura Migliore sceneggiatura originale a François Truffaut, Jean-Louis Richard e Suzanne Schiffman
- 1974 - Golden Globe
  - Candidatura Miglior film straniero (Francia)
  - Candidatura Miglior attrice non protagonista a Valentina Cortese
- 1974 - Premio BAFTA
  - Miglior film
  - Migliore regia a François Truffaut
  - Miglior attrice non protagonista a Valentina Cortese
- 1973 - National Board of Review Award
  - Migliori dieci film
- 1974 - New York Film Critics Circle Awards
  - Miglior film
  - Migliore regia a François Truffaut
  - Miglior attrice non protagonista a Valentina Cortese

## Curiosità
- Il film è dedicato alle sorelle Dorothy e Lillian Gish, dive del cinema muto.
- Le foto di scena rubate da Ferrand bambino che forza l'entrata di un cinema in un sogno ricorrente che Ferrand adulto fa durante le riprese sono quelle di Quarto potere.
- Dopo una discussione di Ferrand con Bertrand il produttore, che vede la vita, sfortunatamente, soltanto come rapporti di forza, arriva un pacco per il regista che contiene libri su Luis Buñuel, Carl Theodor Dreyer, Ernst Lubitsch, Ingmar Bergman, Jean-Luc Godard, Alfred Hitchcock, Roberto Rossellini, Howard Hawks, Robert Bresson e una rivista francese di cinema inquadrata in dettaglio con la testata celata.
- Lo scrittore Graham Greene compare, non accreditato, nella veste di Henri Graham, l'agente della compagnia di assicurazione. Sembra che il regista venne a conoscenza della cosa solo un anno dopo la lavorazione del film.
- Nella versione originale, Christian, l'uomo che Alexandre attende con ansia in aeroporto, non è il figlioccio, ma l'amante.[17]